# Gaiziapis
Gaiziapis là một chi nhện trong họ Anapidae.